# Brossac
 Brossac  es una población y comuna francesa, en la región de Poitou-Charentes, departamento de Charente, en el distrito de Cognac. Es el chef-lieu y mayor población del cantón de Brossac.

## Demografía
| 862 | 778 | 679 | 635 | 593 | 524 |
| Para los censos de 1962 a 1999 la población legal corresponde a la población sin duplicidades (Fuente: INSEE [Consultar]) |     |     |     |     |     |